# 의무불이행
의무불이행(義務不履行, nonfeasance)은 공직에 있는 사람에게 요구되는 의무 또는 공적인 임무 수행을 정당한 이유 없이 하지 않은 것을 말하며 불법행위에 해당된다. 세부적으로 직무유기 및 태만, 업무지연행위, 직무이탈행위, 무사안일주의와 보신주의적 행위 등이 의무불이행에 해당된다. 영미법 체계에서 불법행위법 내의 개념이다. 다른 유사한 개념으로 불법행위(malfeasance)와 부당행위(misfeasance)가 있는데 영어권에서는 세 개의 표현이 같이 쓰인다.
- 불법행위 (malfeasance)

가장 죄질이 무거운 행위로 명백히 불법적인 행위이다. 뇌물수수, 직권남용, 공금유용 및 공금횡령, 공문서 위조 및 변조, 기밀누설 및 정보제공 등이 대표적이다. 
- 부당행위(misfeasance)

부적절한 공무수행이라고 할 수 있으며 행정부조리 등이 대표적이다.

## 같이 보기
- 정치 부패
- 사보타주